# Głaz (utwór)
Głaz – utwór zespołu IRA pochodzący z ósmego studyjnego albumu radomskiej grupy, pt. Londyn 08:15. Utwór zamieszczony został na czwartej pozycji na krążku, trwa 2 minuty i 54 sekundy, i jest prócz Intra (0:24) najkrótszym utworem znajdującym się na płycie.
Tekst do utworu napisał Wojciech Byrski. Osobisty tekst opowiada o tym że nie można stać ciągle w jednym miejscu, trzeba robić to co się umie najlepiej i czerpać z tego jak najwięcej radości, wokalista grupy Artur Gadowski po przebytej w 2005 roku operacji tarczycy inaczej zaczął patrzeć na życie.
Utwór ma melodyjne rockowe brzmienie, obdarzone riffami gitarowymi, oraz posiada solówkę gitarową wykonaną przez Marcina Bracichowicza.
Kompozytorem utworu jest gitarzysta Marcin Bracichowicz.
„Głaz” był grany podczas wszystkich koncertów podczas trwającej od 5 października do 25 listopada trasy koncertowej promującej płytę Londyn 08:15. Został także zagrany podczas specjalnego koncertu zespołu, który się odbył 19 października 2007 roku na „Muzycznej Scenie Empiku” w Warszawie.
Obecnie utwór jest bardzo często grany na koncertach grupy.

## Twórcy
IRA
- Artur Gadowski – śpiew, chórki
- Wojtek Owczarek – perkusja
- Piotr Sujka – gitara basowa, chór
- Piotr Konca – gitara, chór
- Marcin Bracichowicz – gitara

Produkcja
- Produkcja: Mariusz Musialski („El Mariachi Management”)
- Produkcja muzyczna: Marcin Limek & Piotr Matysiak
- Realizacja nagrań: Nine Six Studio Project (Marcin Limek, Piotr Matysiak)
- Mix: Nine Six Studio Project (Marcin Limek, Piotr Matysiak)
- Aranżacja: Marcin Bracichowicz
- Tekst piosenki: Wojciech Byrski
- Mastering: Nine Six Studio Project (Marcin Limek, Piotr Matysiak)
- Edycja komputerowa: Nine Six Studio Project (Marcin Limek, Piotr Matysiak)